# Turdus helleri
El zorzal de los Taita (Turdus helleri) es una especie de ave paseriforme de la familia de los túrdidos, es endémica del sur de Kenia.

## Descripción
Fue previamente clasificado como subespecie del zorzal oliváceo (Turdus olivaceus), pero se considera como especies distintas desde 1985. Alcanza una longitud de entre 20 a 22 centímetros. La cabeza, el pecho y las partes superiores son de color oscuro. Las partes inferiores son de color blanco y los flancos tienen una tonalidad rojiza. Los ojos y el pico presentan una coloración naranja brillante. Debe su nombre al zoólogo Edmund Heller compañero de trabajo del ornitólogo estadounidense Edgar Alexander Mearns quien describió esta especie científicamente en 1913.

## Distribución y hábitat
Se limita a cuatro parcelas forestales severamente fragmentadas en las colinas Taita de Kenia. Habita en los bosques húmedos montanos. Aunque evita los bosques secundarios, vegetación arbustiva y áreas cultivadas.
Está clasificado como en peligro crítico por la IUCN, debido a su pequeño rango de distribución.